# 야마토정 (후쿠시마현)
야마토정(山都町)은 후쿠시마현 야마군에 있던 정이다. 2006년 1월 4일 야마토정 및 기타카타시 및 야마군 아쓰시오카노촌·시오카와정·다카사토촌 등 5개 시·정·촌이 합병하여 기타카타시가 신설되고 폐지되었다. 기타카타시의 합병 특례구 중 하나가 되었다.

## 지리
후쿠시마현 북서부에 위치하며, 후쿠시마현 북부의 이이호 연봉 정상 부근에서 니가타현, 야마가타현과 접하고 있다.
이이호 연봉 부근의 대부분은 남서부를 니가타현, 북동부를 야마가타현이 차지하고 있지만, 정상에 있는 신사와 그 참배길이 후쿠시마현 산토초에 속해 있기 때문에 이이호 연봉의 미쿠니산, 다네마키산, 이이호산, 오니시산으로 이어지는 능선을 따라 길쭉하게 튀어나온 형태의 마을이 형성되어 있다
마을 지역은 전반적으로 산이 많고, 남단에 있는 분지 주변에 도시 기능이 모여 있으며, 주변 마을과 철도, 도로로 연결되어 있다. 남동쪽 방향으로 아이즈 분지가 이어지며 주변 지역의 중심 도시인 아이즈와카마쓰시가 있다.

## 역사
- 1889년 4월 1일 - 정촌제 시행에 의해 야마토촌, 오가와촌, 고하타촌, 아이카와촌, 이치노키촌, 와세다니촌, 아사쿠라촌이 성립하였다.
- 1950년 4월 1일 - 야마토촌, 오가와촌, 고하타촌 등 3개 촌이 합병하여 야마토정이 신설되었다.
- 1954년 3월 31일 - 야마토정 및 아이카와촌, 이치노키촌, 와세다니촌 등 4개 정·촌 및 아사쿠라촌의 일부가 합병하여 야마토정이 신설되었다.
- 1955년 3월 1일 - 야마토정에 가와누마군 센사키촌의 일부(大字三津合)가 편입되었다.
- 2006년 1월 4일 - 야마토정 및 기타카타시 및 야마군 아쓰시오카노촌·시오카와정·다카사토촌 등 5개 시·정·촌이 합병하여 기타카타시가 신설되고, 야마토정 등은 폐지되었다.

## 교통

### 철도
- 동일본 여객철도 반에쓰사이선

### 도로
- 국도 459호선

## 관광
마을에서 생산한 메밀을 바탕으로 마을 부흥을 추진하고 있다. 생산 농가에서 직접 메밀 음식을 제공하고 있다.
특히 메밀로 유명한 마을이 '미야코' 지구. 대부분의 집에서 메밀국수를 제공한다.
이치노키에서 온천이 솟아난다.